# Janet Kavandi
Janet Lynn Kavandi (Springfield, 17 luglio 1959) è un'ex astronauta e chimica statunitense.
Ha partecipato a tre missioni spaziali Shuttle (STS-91, STS-99 e STS-104) come specialista di missione. 

## Biografia

### Istruzione
Nel 1980 ha conseguito un bachelor of science in chimica dall'Università del Missouri presso Joplin e nel 1982 ha conseguito un master, sempre in chimica, all'Università di Rolla. Nel 1990 ha preso il dottorato in chimica analitica a Seattle. Negli anni ottanta ha lavorato per la Boeing ai progetti di difesa.

### Carriera di astronauta
Nel dicembre del 1994 è stata selezionata dalla NASA come candidata astronauta, nel marzo del 1995 ha iniziato l'addestramento al Lyndon Baines Johnson Space Center dopo il quale è stata qualificata come specialista di missione.
Ha volato in tre missioni del programma Space Shuttle: STS-91 del 1998, STS-99 del 2000 ed STS-104 del 2001 diretta verso la Stazione spaziale internazionale.
Complessivamente la dottoressa Kavandi ha trascorso 33 giorni nello spazio completando 535 orbite attorno alla Terra.

## Vita privata
Kavandi è nata nel Missouri, è sposata con John Kavandi ed ha due figli.